# Josip Glasnović
Josip Glasnović (* 7. května 1983 Záhřeb) je chorvatský sportovní střelec. Na olympijských hrách v Riu roku 2016 vybojoval zlatou medaili v disciplíně trap, na kterou se specializuje. Získal v ní též bronz na mistrovství světa roku 2005 a individuální titul mistra Evropy v roce 2013. Krom toho má dvě evropská zlata týmová, přičemž ve vítězném týmu nechyběl jeho bratr Anton Glasnović, rovněž vynikající trapista. V roce 2016 obdržel chorvatské státní vyznamenání Řád Danici Chorvatské.